# Call You Tonight
Call You Tonight è il sesto singolo estratto da I Look to You, album di Whitney Houston
Esiste una cover, di questo brano, interpretata dal cantautore Samuel J Morris.

## Tracce
1. Call You Tonight – 3:35

## Classifica
| Classifica    | Posizione |
| ------------- | --------- |
| Corea del Sud | 162       |